# Centre de sécurité des navires
Pour les articles homonymes, voir CSN.
Les centres de sécurité des navires (CSN) sont des services spécialisés de la Direction des Affaires maritimes. Chargés de l'inspection des navires, ils participent à la sauvegarde de la vie humaine en mer et à la prévention de la pollution par les navires. Ils sont situés le long du littoral français et en outre-mer.
Au sein des CSN, les inspecteurs de la sécurité des navires sont chargés à la fois des missions d'inspections des navires français au titre de l'Etat du pavillon et les inspections des navires étrangers au titre de l'Etat du port.

## Les Missions

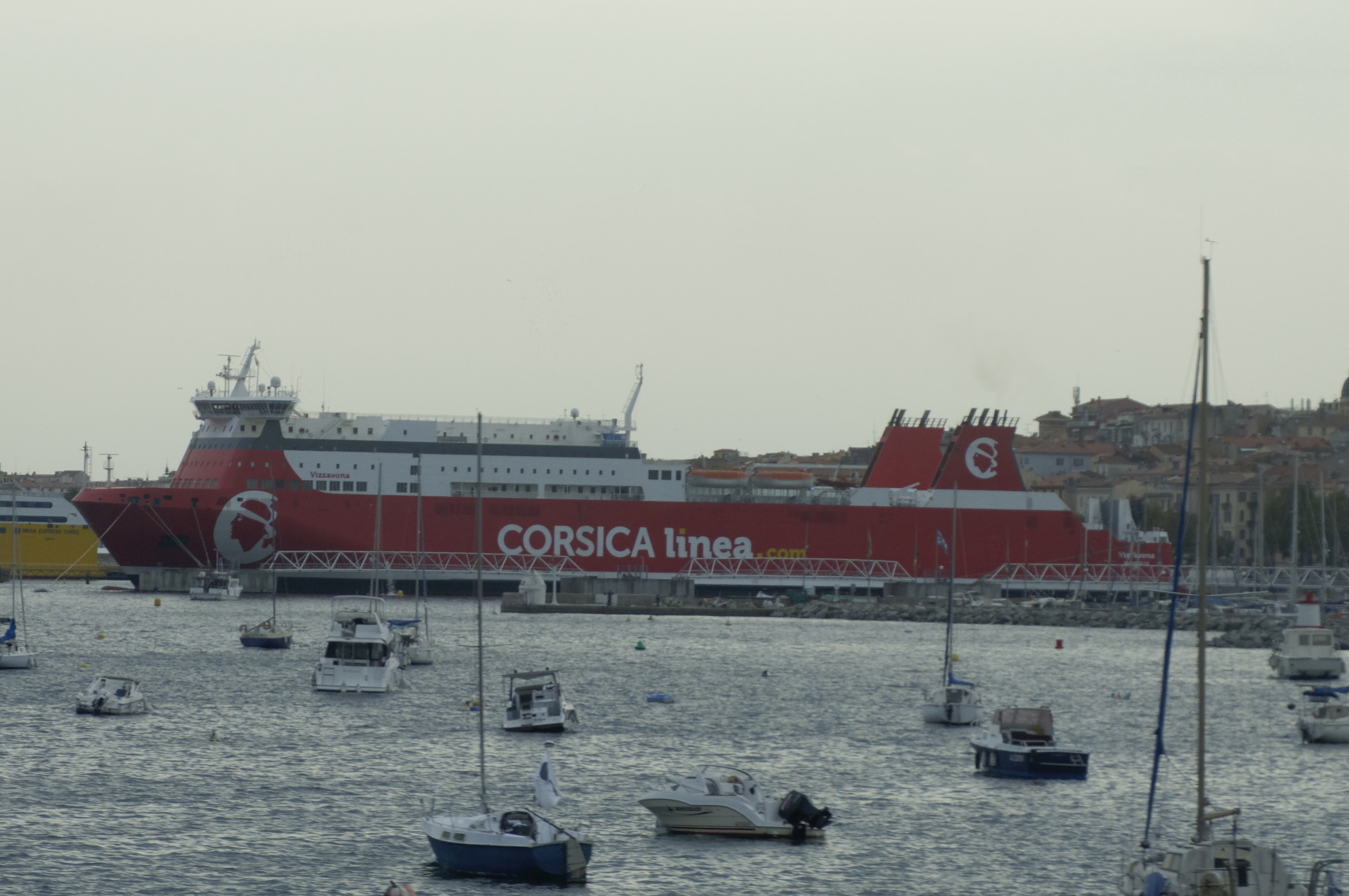
Le Vizzavona, navire roulier à passager français desservant la Corse

Pour les navires sous pavillon français, les inspecteurs sont chargés du suivi de la construction, de la mise en service et des visites périodique de sécurité pour les navires non délégués aux sociétés de classification habilitées comme le Bureau Veritas ou le RINA. Il s'agit actuellement des navires à passagers quel que soit leur taille (ferry pour la Corse ou en Manche, navires de croisière, navettes pour les îles côtières) ainsi que les navires de longueur inférieur à 24 m, il s'agit là principalement des navires de pêche, des navires de plaisance à utilisation commerciale (NUC) et de navires de service (remorqueurs, pilotines, dragues). Pour mener à bien ces inspections, les inspecteurs se basent sur les référentiels techniques édités par l'administration maritime française  (par exemple la division 227 applicable aux navires de pêche de longueur inférieur à 12 m ou la division 219 concernant les radiocommunications) ainsi que les conventions internationales de l'OMI tels la SOLAS ou la MARPOL pour les plus gros navires. Les inspecteurs de la sécurité des navires ont aussi pour mission de conduire les audits et de délivrer les certificats sur tous les navires français de jauge supérieur à 500 GT au titre de l'ISM (gestion de la sécurité), de l'ISPS (gestion de la sûreté) ainsi que de la MLC (certification sociale). 

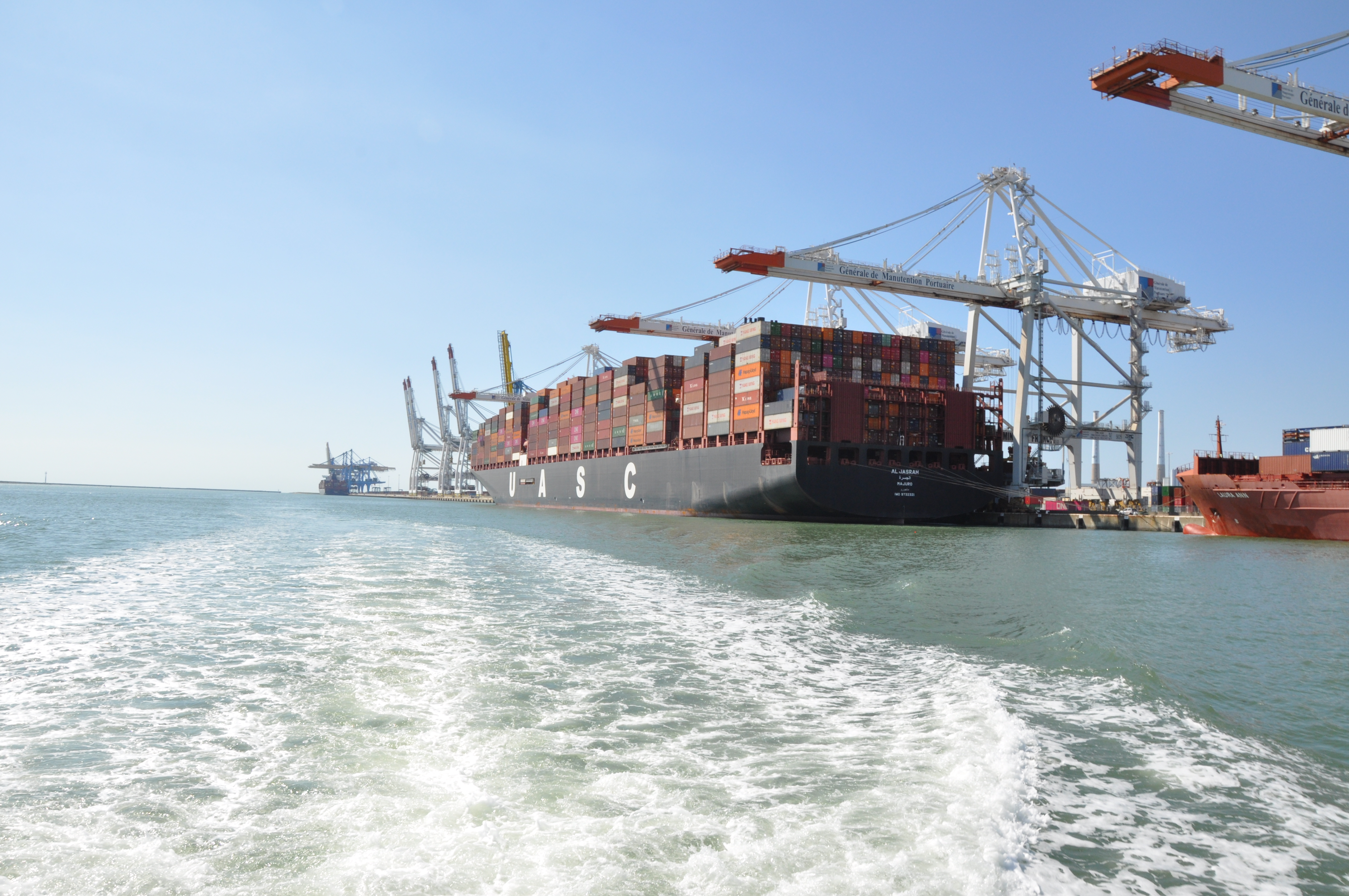
Porte-conteneurs battant pavillon des Iles Marshall au Port du Havre et susceptible d'être inspecté en Port State Control

Les inspecteurs des centres de sécurité des navires sont aussi chargés de la mission de contrôle par l’État du port ou Port State Control, pour les centres métropolitains cela se fait dans le cadre du Mémorandum de Paris (Paris MoU) rassemblant les pays européens et le Canada tandis que les CSN ultra-marins sont partis de différents accords régionaux comme le Mémorandum d'entente des Caraïbes. A ce titre les inspecteurs visitent les navires étrangers touchant les port français et vérifient la conformité des certificats du navire et des marins (titres STCW), contrôlent le bon fonctionnement des équipements de sécurité (incendie, sauvetage, GMDSS... ), de ceux liés à la prévention de la pollution (OWS, ballast) et s'assurent du respect des conditions sociales des marins (salubrité des locaux, prévention des accidents et horaires de travail à bord). En cas de manquement grave, le navire peut être détenu jusqu'à que les déficiences relevées soient corrigées. En 2018, 1073 inspections sur des navires au titre de l'Etat du port ont été réalisés, plus de la moitié d'entre elles ont permis de relever des déficiences à bord et 35 navires ont été détenus dans les ports français. Ces inspections concernent tous les types de navires de charge, les yachts commerciaux ainsi que les navires à passagers exploitant une ligne internationale régulière, ces derniers font l'objet d'un suivi renforcé avec des inspections à quai et en traversée. Les CSN assurent aussi des missions de contrôles de la conformité des combustibles utilisés par les navires au regard de la réglementation internationale concernant la teneur en soufre, pour cela des prélèvements sont effectués par les inspecteurs pour analyse en laboratoire.

## Les Inspecteurs
Les inspecteurs travaillant dans les centres de sécurité des navires peuvent être des Administrateurs des Affaires Maritimes ayant préalablement reçu une formation technique ou des Ingénieurs des Travaux Publics de l'Etat soit issus de l'ancien corps des Inspecteurs des affaires maritimes soit formés à partir de 2016 dans le cadre d'une année de spécialisation à l'ENSAM. Aussi certains inspecteurs appartiennent au corps des Techniciens supérieur du développement durable et sont chargés exclusivement des inspections des navires français de moins de 24 m.